# Pašac
Pašac je mjesni odbor Grada Rijeke.

## Vijeće mjesnog odbora
Vijeće mjesnog odbora Pašac sastoji se od četiri člana s predsjenikom Ladislavom Fućkom (HNS-HSU).

## Povijest
Početkom 20. stoljeća javile su se zamisli o iskorištavanju vodotoka Rječine radi proizvodnje električne energije. Inženjer Pál Holfeld 1903. izradio je projekt izgradnje hidroelektrične centrale između Grohova i Pašca. Bilo je predviđeno da se blizu Grohova izgradi akumulacija i brana, a ostvarivao bi se protok od 3,4 m3/s vode, koliko je trebalo za pokretanje turbina. Projekt nikad nije realiziran. nužan za pokretanje turbina.

## Vanjske poveznice
- Službena stranica
- Interaktivni zemljovid MO[neaktivna poveznica][neaktivna poveznica]